# Sarah Cecilia Harrison

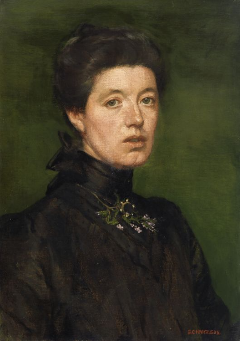
Sarah Cecilia Harrison, Selbstporträt, Öl auf Leinwand, 37 × 27 cm, National Gallery of Ireland.

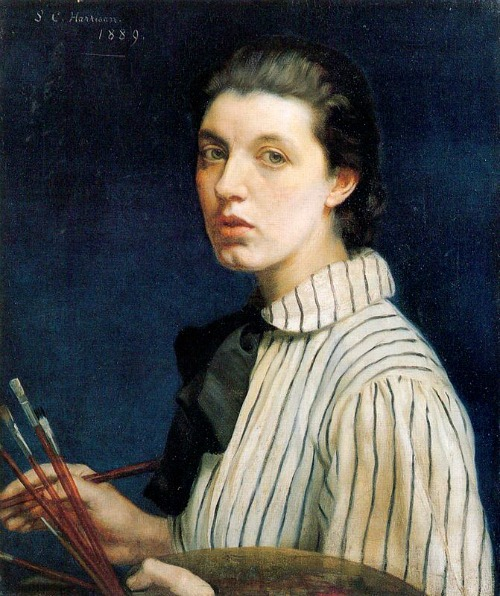
Sarah Cecilia Harrison, Selbstporträt von 1889, Öl auf Leinwand, Dublin City Gallery.

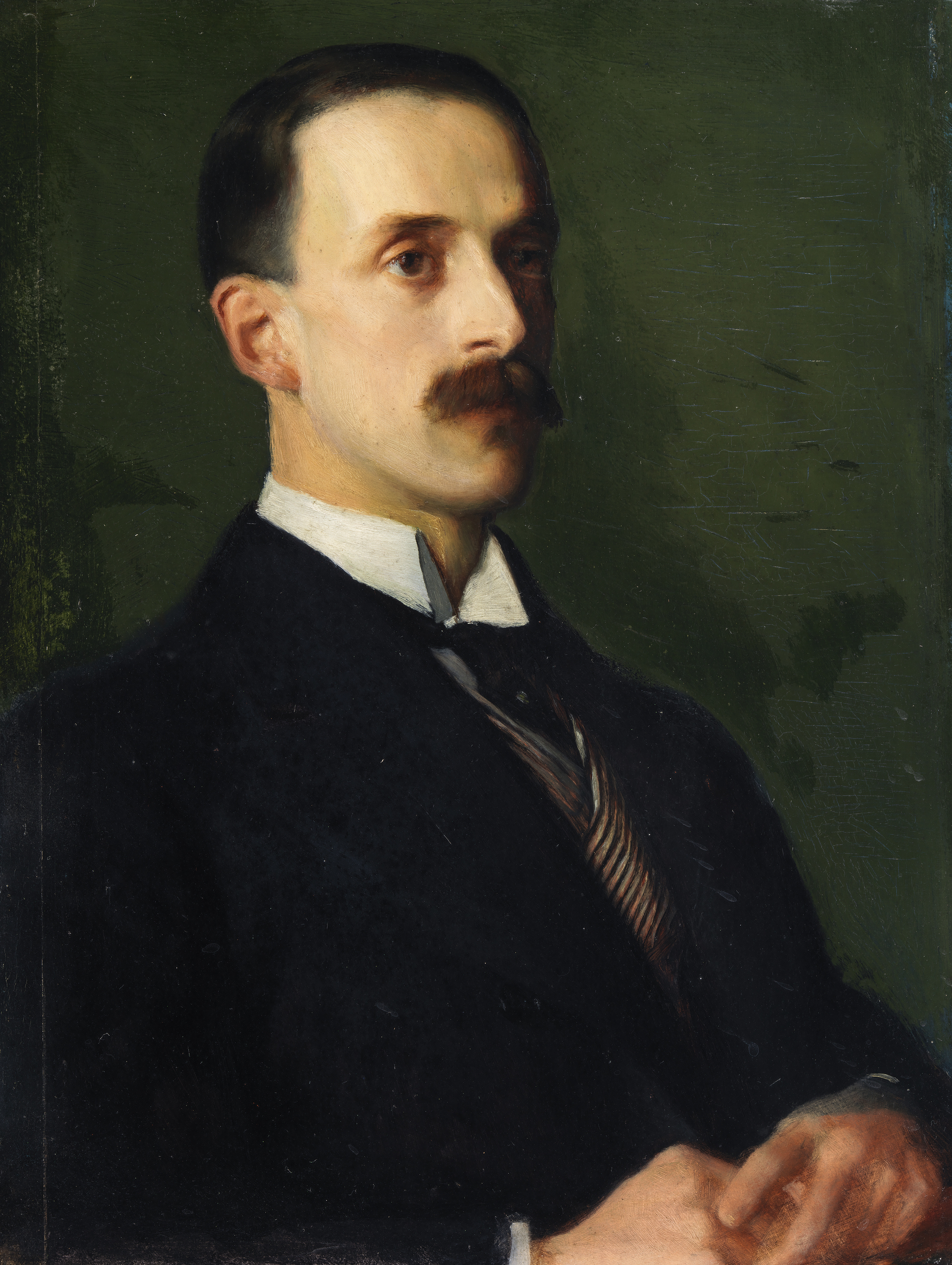
Hugh Lane, Öl auf Leinwand, 41 × 31 cm, National Gallery of Ireland.

Sarah Cecilia Harrison, auch Celia Harrison (* 1863 in Holywood, County Down; † 1941 in Dublin) war eine irische Porträtmalerin und Nationalistin, Sozialreformerin und Feministin. Sie war die erste Frau, die Mitglied des Dublin City Council (Stadtrat von Dublin) war.

## Leben
Harrison, die selbst den Vornamen Celia vorzog, stammte aus einer wohlhabenden Familie. Sie war die Urgroßnichte des Reformers und Industriellen Henry Joy McCracken. Als sie zehn Jahre alt war, starb ihr Vater und die Familie zog nach London um.
Harrison besuchte die Schule am Queen’s College in London, wo sie mit einer Silbermedaille des University College London für „Antike Malerei“ ausgezeichnet wurde. Von 1878 bis 1885 studierte sie bei Alphonse Legros an der Slade School of Fine Art und gewann ein Stipendium der Schule. Im Rahmen ihres Studiums unternahm sie zahlreiche Reisen auf dem Kontinent, unter anderem nach Paris, Italien und Amsterdam.
1889 zog Harrison nach Dublin und etablierte sich als eine der führenden Porträtmalerinnen Irlands. Im Laufe ihrer Karriere reichte sie 60 Gemälde für die Jahresausstellung der Royal Hibernian Academy und zahlreiche weitere Werke für die Royal Academy of Arts in London ein. Sie war Ehrenmitglied der Royal Ulster Academy of Fine Arts.
Harrisons Bruder war ein Unterstützer von Charles Stewart Parnell und Parlamentsabgeordneter für Tipperary. Harrison selbst wurde 1912 die erste weibliche Stadträtin der Dublin Corporation (heute Dublin City Council ) und unterstützte dort Alfred Byrne. Sie setzte sich dafür ein, dass die Armenfürsorge auf arbeitsfähige Arbeitslose ausgedehnt wurde. Sie engagierte sich für die Rechte der Frauen. Insbesondere kämpfte sie auf der Seite der Befürworter des Representation of the People Act 1918, der einem Teil der Frauen das Wahlrecht in der Britischen Unterhauswahl von 1918 gab. Sie begleitete die damals bereits fast 90 Jahre alte Anna Haslam zur Wahlurne.
Harrison war eng an Hugh Lanes Bemühungen beteiligt, die 1908 provisorisch eingerichtete Municipal Gallery of Modern Art als ein Museum für moderne Kunst aufzubauen. Ihr Porträt von Lane aus dem Jahr 1914 ist eines ihrer bekanntesten Werke. Nach Lanes Tod auf der Lusitania im Jahr 1915 gab sie an, sie und Lane seien verlobt gewesen. Harrison hat nie geheiratet.
Harrison ist auf dem Mount Jerome Cemetery begraben, die Inschrift auf ihrem Grabstein lautet „Künstlerin und Freundin der Armen“.
Ihre Arbeiten befinden sich in den Sammlungen der National Gallery of Ireland und der Hugh Lane Gallery in Dublin, des Office of Public Works der irischen Regierung, der Scottish National Portrait Gallery in Edinburgh, des Ulster Museums in Belfast und den National Museums Northern Ireland in Cultra.